# Feketebütykös császárgalamb
A feketebütykös császárgalamb (Ducula myristicivora) a madarak osztályának galambalakúak (Columbiformes) rendjébe és a galambfélék (Columbidae) családjába tartozó faj.

## Előfordulása
Indonézia területén honos.

## Alfajai
- Ducula myristicivora geelvinkiana
- Ducula myristicivora myristicivora